# Lunettes noires (film, 2022)
Pour les articles homonymes, voir Lunettes noires.
Pour plus de détails, voir Fiche technique et Distribution.
Lunettes noires (Occhiali neri) est un giallo franco-italien co-écrit et réalisé par Dario Argento, sorti en 2022.
Le film se déroule à Rome. Une prostituée nommée Diana devient aveugle à la suite de l'attaque d'un tueur en série. La jeune femme recueille Chin, un jeune Chinois dont l'existence a elle aussi été marquée par le tueur. Diana et Chin vont alors s'allier pour se débarrasser du dangereux psychopathe à travers la région du Latium.
Il est présenté hors compétition à la Berlinale 2022,. Ce film marque le retour du réalisateur désormais octogénaire, dix ans après Dracula.

## Synopsis
Rome. Une éclipse solaire enveloppe la ville un jour d'été. Le même soir, une prostituée quitte un hôtel, où elle vient de rencontrer un client et se fait agresser par un détraqué qui lui tranche la gorge avec une corde métallique : elle est la troisième victime d'un tueur en série qui, avec le même modus operandi, s'en prend aux noctambules.
Diana, une escort de luxe, se retrouve dans le collimateur du tueur lorsqu'elle refuse les avances véhémentes d'un client : le meurtre échoue, mais elle se retrouve impliquée dans un accident de voiture dans lequel elle perd la vue à jamais et qui causera la mort d'une famille chinoise, en percutant leur voiture : seul le petit Chin, 10 ans, survit à l'accident. Diana essaye de maintenir son activité de prostituée, mais elle a bien du mal. Elle est bientôt aidé par Rita, une spécialiste de l'assistance aux aveugles. Rita devient rapidement sa seule amie et l'aide à s'installer dans sa nouvelle vie avec l'aide de sa chienne guide Nerea. Diana est rongée par la culpabilité d'avoir causé la mort de la famille chinoise et rend visite à Chin dans un orphelinat, où Chin ne s'entend pas avec les autres enfants. Diana repart après avoir laissé sa carte avec son adresse. Chin, qui a volé la carte, s'échappe bientôt de l'orphelinat, s'installe chez Diana et devient ses yeux, prêt à l'aider à découvrir l'identité du meurtrier afin de venger sa famille.
Pendant ce temps, l'inspecteur Baldacci mène l'enquête et met en évidence que le tueur est lié à une camionnette blanche observée à plusieurs reprises sur les scènes de crime. Un véhicule semblable a également été remarqué par Rita alors qu'elle se trouvait avec Diana. Il s'avère que le tueur l'espionne et semble vouloir la tuer à tout prix. Les policiers Bajani et Jerry, qui avaient été envoyés pour interroger Diana sur la disparition de Chin du centre d'accueil, meurent également aux mains du tueur : Jerry est écrasé par la camionnette blanche, tandis que l'inspecteur Bajani, toujours vivant après la collision, est poignardé dans le dos. Diana et Chin, quant à eux, fuient le meurtrier et se réfugient dans l'appartement de l'enfant (après avoir cassé la vitre de la porte d'entrée, l'enfant n'ayant pas les clés), désormais complètement désert. Pendant ce temps, le tueur se faufile dans la maison de Diana et parvient à endormir Nerea, la chienne de garde laissée seule.
La police arrive chez le garçon, ce qui force Diana et Chin à partir. Ces derniers trouvent l'hospitalité chez Rita, qui vit dans une maison de campagne près de Rome. Chin appelle secrètement l'inspecteur Bajani, mais ignore que ce dernier a été tué et que le tueur est au bout du fil. Le tueur récupère ainsi leur adresse. Quelques heures plus tard, il arrive en camionnette blanche aux abords de la maison de Rita. Il croise la voiture de Rita, la poursuit et l'emboutit, puis étrangle Rita comme il l'a fait avec les autres victimes. Diana et Chin s'enfuient dans les bois qui entourent la maison, puis arrivent au bord d'un plan d'eau, qui leur permettra d'effacer leurs traces. Ils partent se cacher dans les roseaux, mais sont attaqués par des serpents aquatiques. Leurs cris alertent le tueur. Dans leur fuite, ils découvrent le corps de Rita. Ils finissent par arriver sur une route, où ils arrêtent une voiture. Les deux occupants commencent à les secourir, mais le tueur arrive et s'en prend à eux. Diana récupère le fusil des occupants et tente de tirer sur le tueur avec l'aide de Chin, mais elle le manque à chaque fois. Le tueur les enlève.
Diana et Chin se retrouvent prisonniers dans un centre de dressage pour chiens de garde, où se trouve également Nerea, que le tueur avait récupérée chez Diana et mise en cage. On découvre alors que le tueur est Matteo, un ancien client de Diana qui avait été rejeté à cause de sa mauvaise odeur et qui a donc l'intention de se venger de la prostituée pour l'avoir humilié. Nerea parvient à se libérer de sa cage, et sur ordre de Diana, il attaque Matteo à la gorge. Pendant ce temps, Chin parvient à se détacher et à libérer Diana. La police arrive sur place et les recueille. On récupère également le corps sans vie et mutilé de Matteo.
Le film se termine à l'aéroport de Fiumicino, où Diana dit adieu pour toujours à Chin, qui a été confié à une cousine venue en Italie pour l'emmener vivre à Hong Kong. Laissée seule par les policiers qui l'accompagnaient, Diana parle à la chienne Nerea, lui disant qu'elle est désormais la seule amie qui lui reste.

## Fiche technique
- Titre original : Occhiali neri[5]
- Titre français : Lunettes noires[6]
- Réalisation : Dario Argento
- Scénario : Dario Argento, Franco Ferrini et Carlo Lucarelli
- Musique : Arnaud Rebotini
- Décors : Marcello Di Carlo
- Photographie : Matteo Cocco
- Montage : Flora Volpelière
- Production : Conchita Airoldi, Brahim Chioua et Laurentina Guidotti
  - Production associée : Asia Argento
- Sociétés de production : Urania Pictures et Getaway Films ; avec la collaboration de Rai Cinema, Canal+, Ciné+, Vision Distribution et Sky ; avec le soutien du Ministère de la Culture italien et de la région du Latium
- Sociétés de distribution : Vision Distribution (Italie), Wild Bunch International (France)
- Pays de production :  Italie,  France
- Langue originale : italien
- Format : couleur — 2,39:1
- Genre : giallo
- Durée : 90 minutes
- Dates de sortie[7] :
  - Allemagne : 11 février 2022 (Berlinale - hors compétition)
  - Italie : 24 février 2022
  - France : 12 avril 2022 (Hallucinations collectives)[8] ; 6 avril 2023 (MyCanal)
- interdit aux moins 12 ans

## Distribution
Sauf indication contraire, les informations mentionnées dans cette section peuvent être confirmées par la base de données cinématographiques IMDb,  présente dans la section « Liens externes ».
- Ilenia Pastorelli (VFB : Sophie Frison) : Diana
- Asia Argento (VFB : Nathalie Stas) : Rita
- Andrea Gherpelli (it) (VFB : Vincent Dussaiwoir) : Matteo
- Mario Pirrello (VFB : Bruno Georis) : le commissaire Aleardi
- Maria Rosaria Russo (VFB : Colette Sodoyez) : l'inspectrice Gemma Bajani
- Gennaro Iaccarino : l'inspecteur Baldacci
- Xinyu Zhang[9] (VFB : Leny De Luca) : Chin
- Guglielmo Favilla : Jerry
- Paola Sambo (it) (VFB : Monique Clémont) : la religieuse à l'orphelinat
- Ivan Alovisio (VFB : Stéphane Oertli) : l'ophtalmologue

Version française dirigée par Daniel Nicodème au studio Hiventy (Belgique). Informations prélevées du carton du doublage français.

## Production

### Genèse et développement
L'idée du film naît en 2002, quand Dario Argento et son coscénariste Franco Ferrini commencent à en écrire le scénario. Le film doit alors être produit par Vittorio Cecchi Gori. Après la banqueroute de la société de production de ce dernier, le script est mis de côté. Il est ensuite « exhumé » par la fille de Dario Argento, Asia Argento, qui le redécouvre en 2021,. Elle relance le projet, réalisé par son père, qui n'avait plus tourné depuis Dracula (2012).
Le duo français de musique électronique Daft Punk était initialement pressenti pour composer la musique, mais quand le groupe s'est séparé en février 2021, Arnaud Rebotini les a alors remplacés.
Argento lui-même a parlé de son œuvre comme d'un « giallo avec une touche d'épouvante ». Il a cité comme moteur de l'intrigue les différentes conditions socioculturelles de Diana et Chin. « Elle est adulte et aveugle, il est trop jeune pour se débrouiller seul », a déclaré Argento. Avec Lunettes noires, le cinéaste avait « le désir de découvrir deux mondes ». Le milieu d'origine de Chin, en particulier, est « plus mystérieux » et rapproche le spectateur « des quartiers, des maisons et des coutumes de la communauté chinoise de Rome », où il existe, selon Argento, « un véritable Chinatown ».

### Attribution des rôles
Les rôles principaux sont attribués à l'actrice italienne Ilenia Pastorelli et à Andrea Zhang, qui n'avait aucune expérience du cinéma. C'est la sixième fois que Dario Argento donne un rôle de protagoniste de son film à sa fille Asia Argento, cette fois dans un second rôle. Celle-ci a également participé au projet en tant que productrice associée.

### Tournage

Accessoires utilisés pendant le tournage et pour les effets spéciaux.
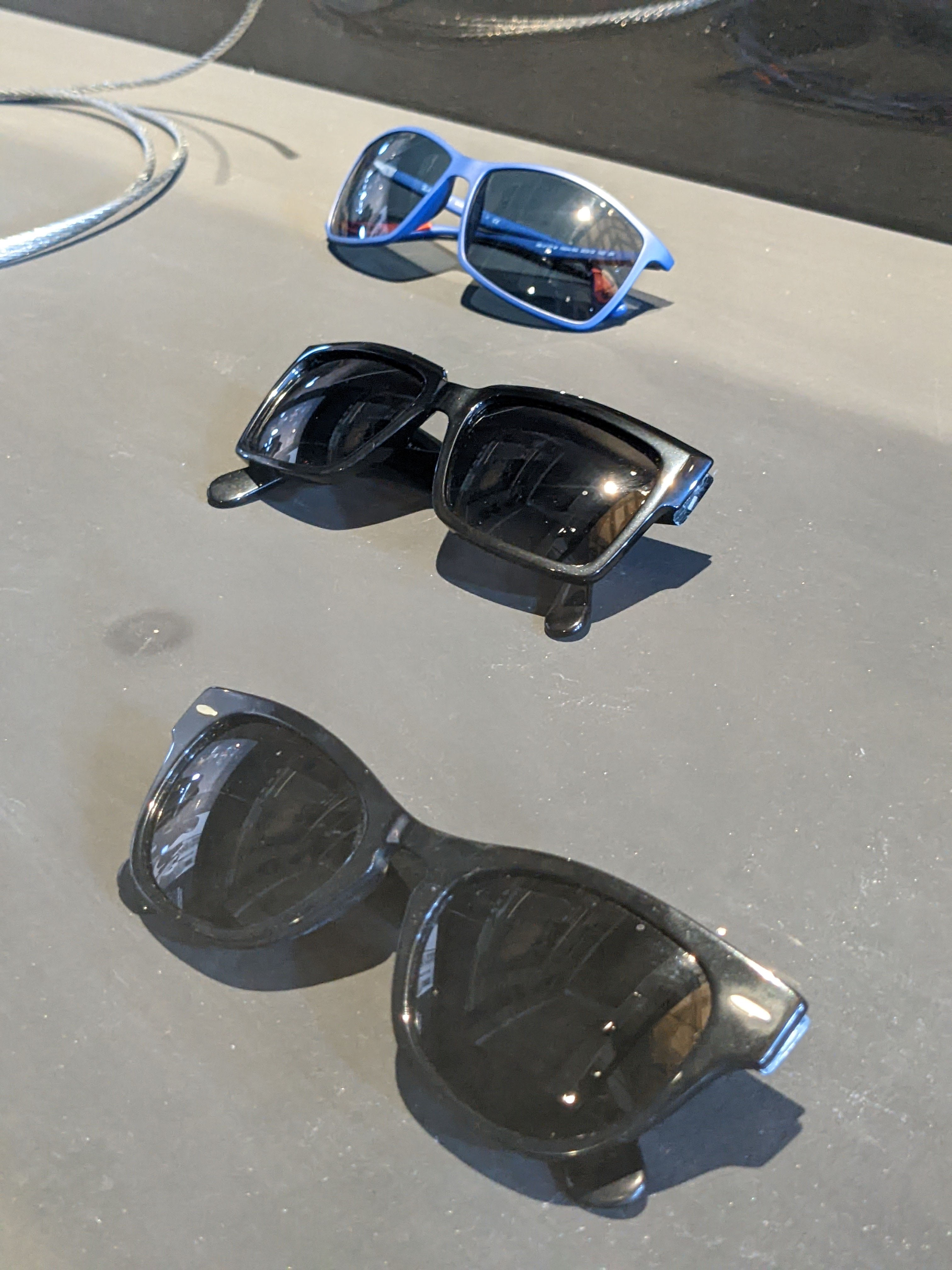
Lunettes de soleil
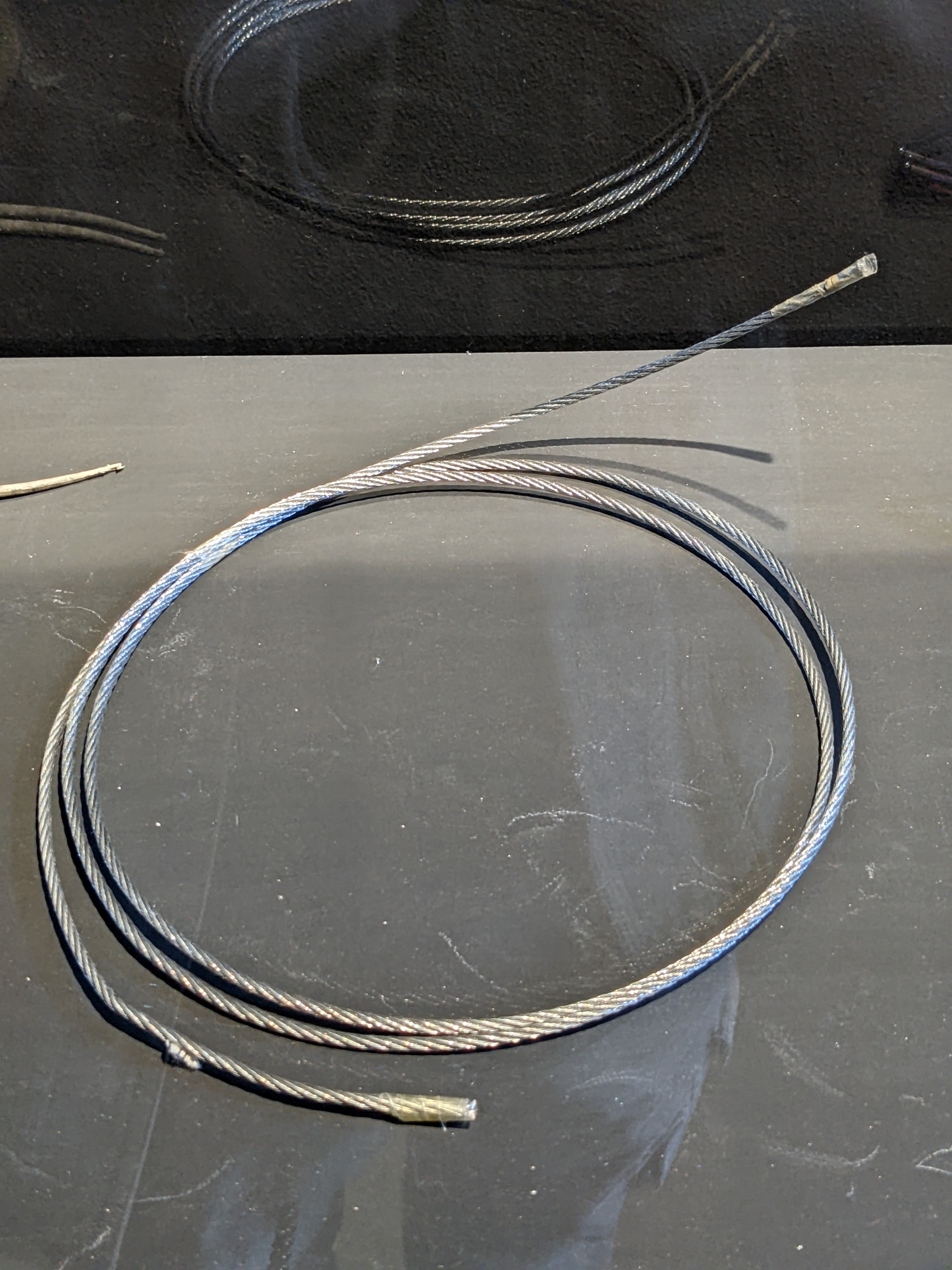
Arme du crime
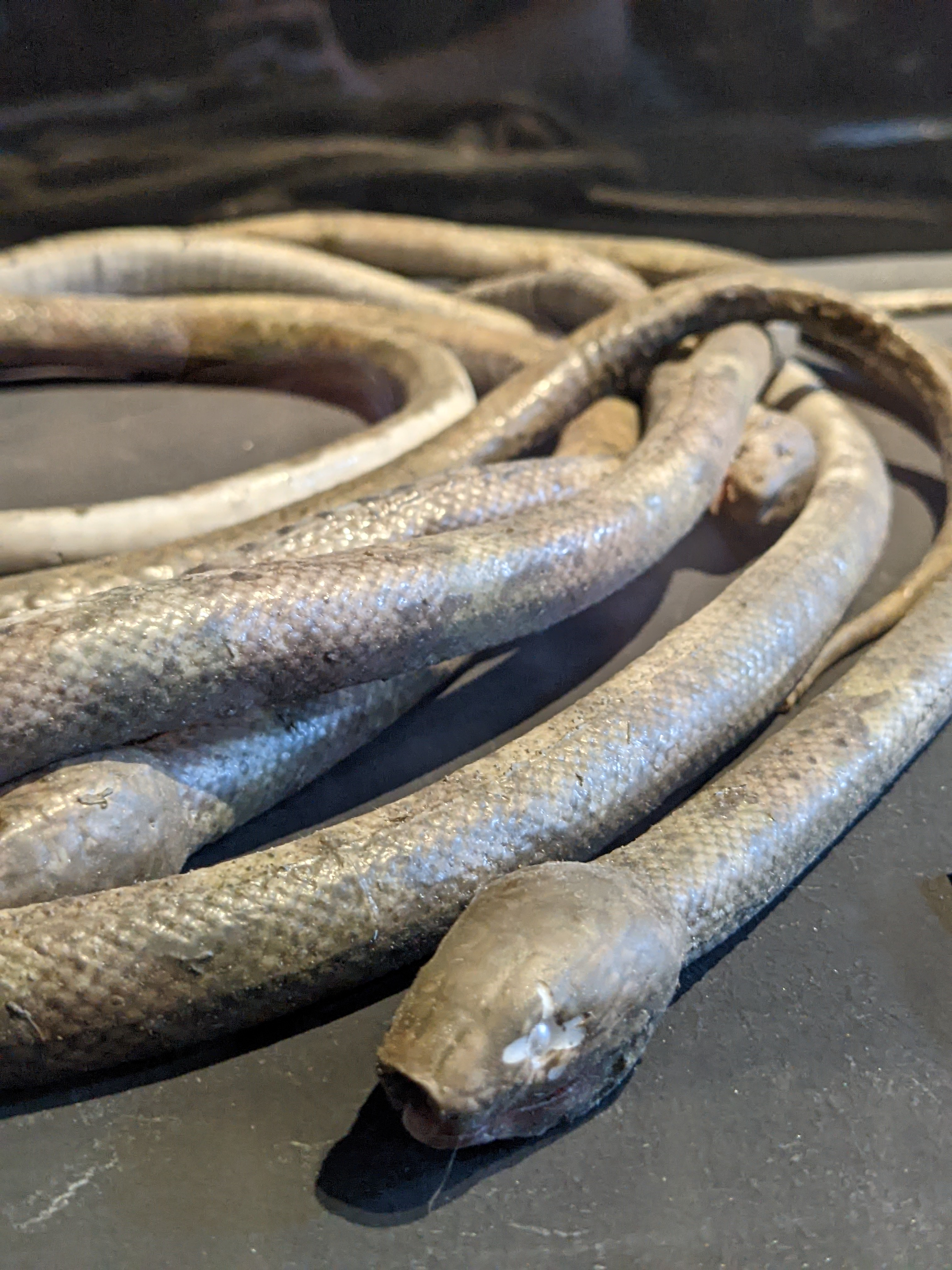
Serpents d'eau
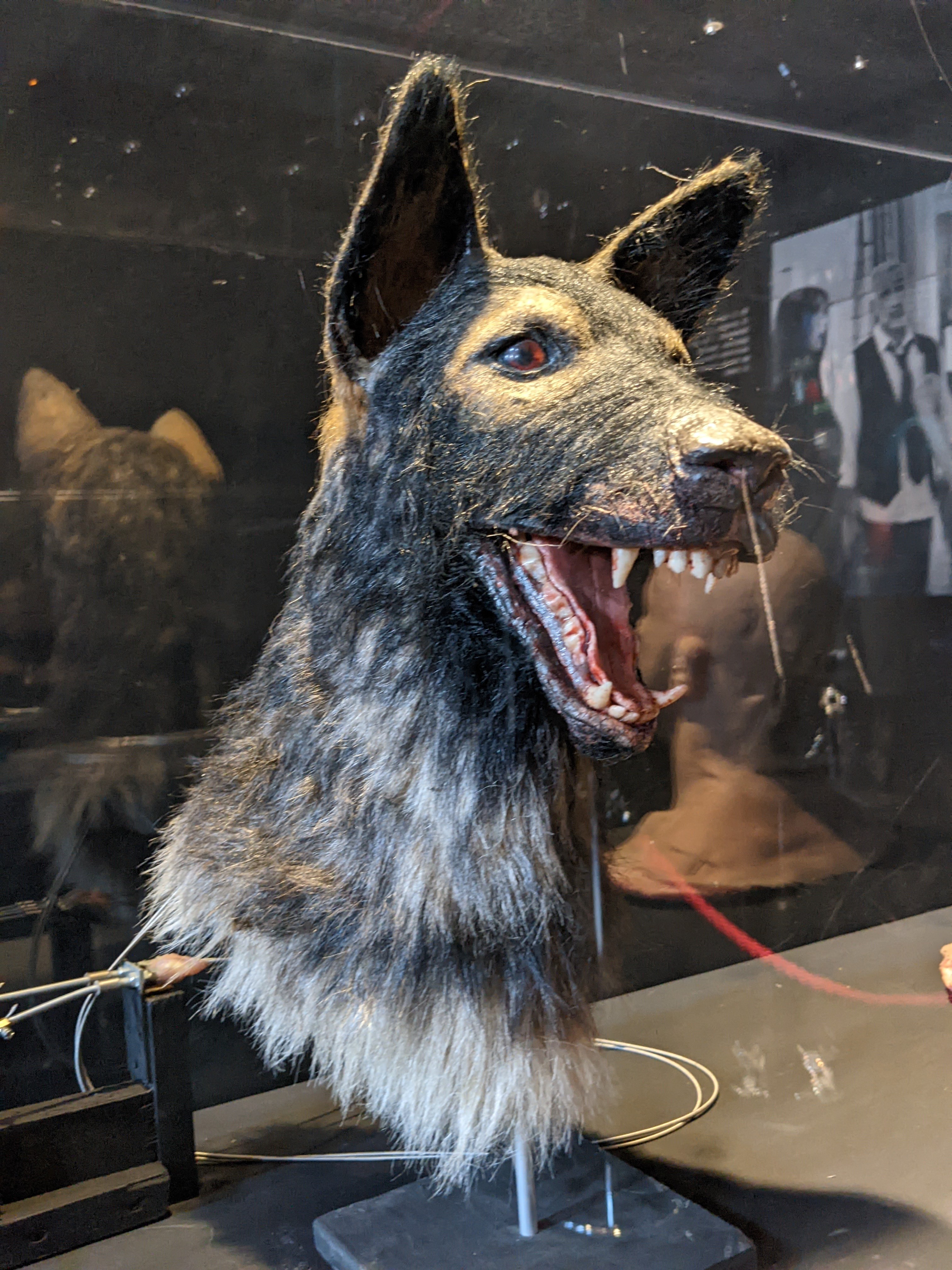
Tête de chien (animatronique)
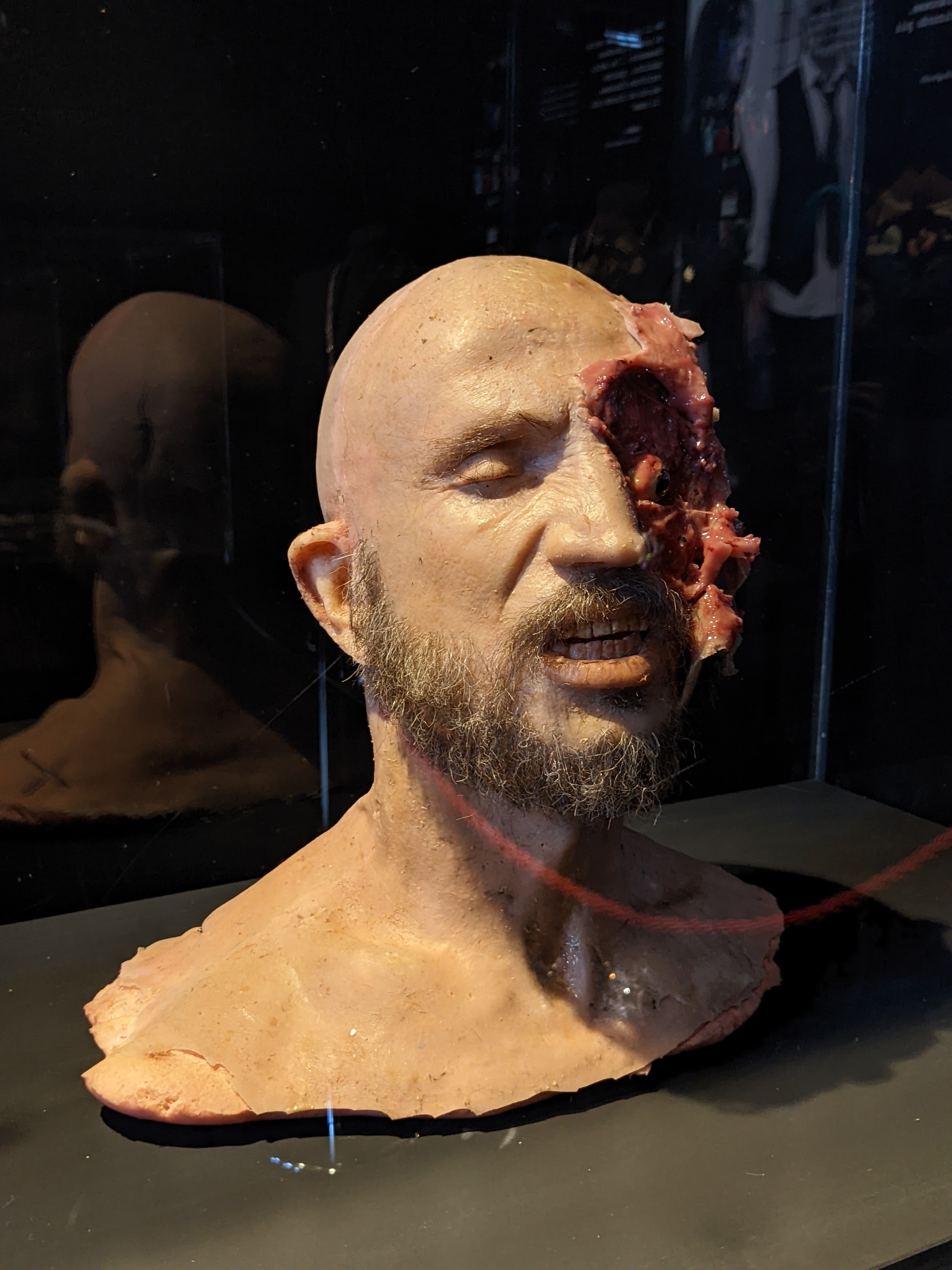
Tête humaine pour effets spéciaux
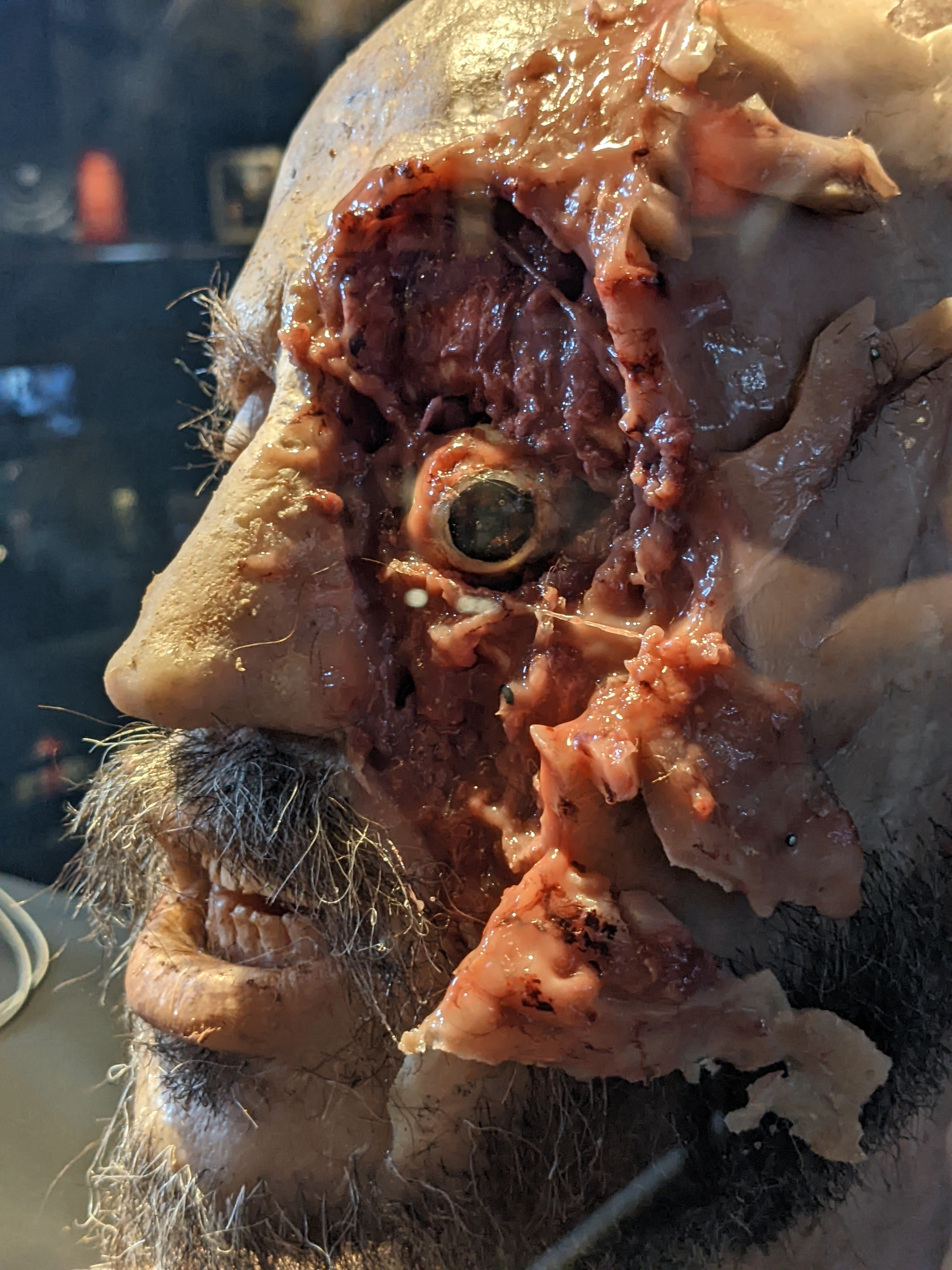
Tête humaine pour effets spéciaux (détail)

L'œuvre a été produite par Conchita Airoldi et Laurentina Guidotti pour Urania Pictures. La société française Gateway Films est intervenue en tant que coproducteur. Rai Cinema et Cine+ ont également participé au projet. Le tournage a lieu entre le 28 juin et le 20 août 2021 à Rome et dans ses environs.

## Accueil

### Sortie
La première bande-annonce est présentée le 8 février 2022. Le film est présenté en avant-première mondiale quelques jours plus tard, le 11 février 2022, lors de la Berlinale 2022,. Il sort le 24 février dans les salles italiennes. Les droits d'exploitation internationaux du film ont été acquis par Wild Bunch International.
Le film est présenté en première française le 12 avril 2022 à la soirée d'ouverture du festival Hallucinations collectives à Lyon. La Cinémathèque française à Paris projette le film le 6 juillet 2022 dans la cadre d'une rétrospective consacrée à Dario Argento.
Le film a engrangé 169 000 euros de recettes en Italie, soit environ 10 fois moins que son budget.

### Accueil critique
Les critiques sont mitigées à bonnes. Guillaume Gas dans Abus de ciné y voit « le grand retour du maestro » : « Un vrai désir de cinéma, c’était tout ce qu’on espérait, et on l’a. La dernière fois que le grand Dario avait à ce point transpiré la grande forme, c’était avec Le Syndrome de Stendhal. Soit il y a très exactement vingt-cinq ans. Merci maestro, vous nous aviez tant manqué… ». Plusieurs critiques soulignent la tendresse qui se dégage de l'œuvre : « Le cœur du film ne réside donc pas dans une enquête tortueuse, d’ailleurs le script d’Argento, Franco Ferrini et Carlo Lucarelli n’en a ni les épaules ni la prétention, plutôt dans l’attachement entre Diana et Chin et leur solitude mutuelle à combler. Ce giallo est aussi plaisant car, quoique kitsch, il modernise bien certains aspects éculés du genre comme le sang irréaliste, les interminables courses-poursuites ou le travail du sexe qui n’est ici jamais une profession diabolisée ».
D'autres y ont vu un film mou : d'après Alessandra Vignocchi « Un film qui ne semble pas se laisser influencer par l'époque actuelle, qui se réfugie dans la sécurité (désormais éventée) de ce qui est familier, qui n'essaie même pas de s'ouvrir à d'éventuelles révolutions, se limitant à refléter l'allure désormais fatiguée et déconcentrée de son auteur » ou d'après Raffaele Picchio « Ici, quelques éclairs de symbolisme fin commencent effectivement à émerger du scénario très mince, et même visuellement, il y a de tièdes références argentiennes (la mare de serpents, les animaux "enquêteurs"), mais on est plutôt énervé de voir comment tout reste si mou, mal réalisé et raconté, jamais aussi important qu'il aurait pu (et dû) l'être d'un point de vue symbolique et absolument insatisfaisant d'un point de vue visuel ».
Néanmoins, ce film qui s'inscrit selon certains « dans l'ère post-#MeToo » « s’apprécie comme un opus d’apaisement et de réconciliation après plusieurs réalisations raillées. Les déçus de la dernière période apprécieront ce retour en forme notable, les exégètes pourront multiplier les visionnages d'un chant de cygne qui devraient logiquement les bouleverser ».

## Distinctions

### Sélections
- Berlinale 2022 : hors compétition
- Hallucinations collectives 2022 : film d'ouverture